# Bomolocha innocua
Bomolocha innocua là một loài bướm đêm trong họ Noctuidae.